# رينو جاي
رينو جاي (بالفرنسية: Renaud Jay)‏ هو متزحلق فرنسي، ولد في 12 أغسطس 1991 في Moutiers, Ille-et-Vilaine ‏ في فرنسا.

## وصلات خارجية
- رينو جاي على موقع الاتحاد الدولي للتزلج (التزلج الريفي) (الإنجليزية)
- رينو جاي على موقع أوليمبيديا (الإنجليزية)
- رينو جاي على موقع اللجنة الأولمبية الفرنسية (مؤرشف) (الفرنسية)